# Urostyl

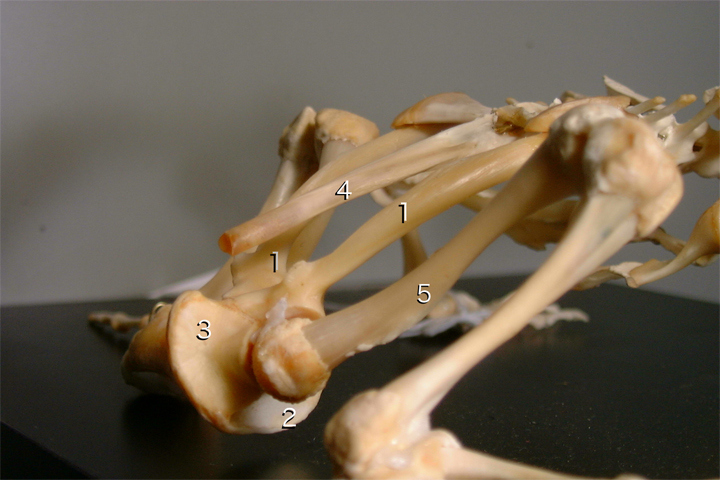
Urostyl (4) ropuchy szarej (Bufo bufo)
Oznaczenia wszystkich cyfr:
1 - kość biodrowa,
2 - kość łonowa,
3 - kość kulszowa,
4 - urostyl,
5 - kość udowa,

Urostyl – końcowy odcinek kręgosłupa ryb i płazów, lekko podgięty ku górze, odpowiednik kości guzicznej u ssaków. U ryb urostyl jest ulokowany w podstawie płetwy ogonowej większości gatunków, widoczny zwłaszcza w stadium młodocianym. Powstał ze zlania się kilku ostatnich kręgów kręgosłupa w kształt wydłużonej blaszki otaczającej strunę grzbietową; u niektórych gatunków struna grzbietowa i urostyl mogą się uwstecznić. U płazów urostyl jest połączony z ostatnim kręgiem, łączy się z obręczą miednicową, ma kształt wydłużony, sztabkowaty.